# Теория активной аудитории
Теория активной аудитории — теория, нацеленная на изучение отношений между средствами массовой информации и их аудиторией. Предложена американским социологом Уилбуром Шраммом (1907—1987).

## История изучения
Исследование предпочтений аудитории в выборе медиа в зависимости от различных социально-демографических характеристик началось еще в 1930—1940-е годы. Это привело к изменению восприятия медиа и взаимоотношений средств массовой коммуникации и аудитории.
Помимо этого, возникла необходимость в исследовании того, как медиа удовлетворяют потребности своей аудитории. В связи с этим к началу 1940-х годов был накоплен значительный эмпирический материал по данном тематике. Самыми распространенными объектами исследований тогда были передачи по радио и телевидению: радиоспектакли и «мыльные оперы», а также книги, печатные средства массовой коммуникации, а также музыка и кино.
У. Шрамм в своем подходе совершенствовал наработки, предложенные автором теории обретения пользы и удовлетворения Гертой Герцог. Шрамм предпринял попытку обоснования понятия активной аудитории. Главной публикацией ученого по этой тематике является труд «Процесс и эффекты массовой коммуникации», опубликованный в 1954 году.
В 1970-е годы было установлено, что потребности аудитории находятся в прямой зависимости от социальных и психологических факторов. В частности, указывалось, что использование средств массовой коммуникации способствует уточнению и совершенствованию знаний об окружающем мире, себе, близких людях и обществе в целом. Соответственно, был сделан вывод о том, что СМИ использовались в том числе для укрепления социальных отношений, совершенствования коммуникационного опыта и повышения социального статуса аудитории.

## Теоретические основания
Теория является ярким примером применения функционализма при исследовании медиа. Сторонники этой теории предполагают, что медиа не смогут выполнять ожидаемые функции, если аудитория не будет каким-либо образом использовать их содержание. Чтобы использование функции наблюдения было эффективным, активная аудитория должна использовать контент медиа и распространять предложенную информацию другим людям. Однако эффект этой деятельности может совершенно не совпадать с предполагаемыми функциями.
Развитие коммуникационных технологий позволило усовершенствовать методологический аппарат исследования предпочтений аудитории. Так, эмпирический материал собирается с помощью различных опросов, в том числе в сети Интернет, а также обрабатываются с помощью специальных программ.

## Ключевые аспекты теории
Теория нацелена на то, чтобы исследовать мотивацию индивида при выборе контента, предложенного средствами массовой коммуникации. По Шрамму, аудитория медиа соизмеряет меру награды или удовлетворения потребностей путем потребления контента средства массовой коммуникации, с тем объемом усилий, которые необходимо приложить к получению награды.
Методологическая позиция У. Шрамма проявляется в том, что он выбрал подход, свойственный социальным наукам: от социологии и политологии в работах Лазарсфельда и Лассуэлла до экспериментальной психологии в работах Ховланда.
Активная аудитория у Шрамма действует осознанно и осмысленно, ее главным мотивом является удовлетворение потребностей. При этом уровень активности аудитории неодинакова и динамична. В качестве примера возможно привести различие при просмотре развлекательных и новостных телевизионных передач: в первом случае активность телезрителей относительно невысока, в то время как во время просмотра новостей аудитория активно ищет информацию и распространяет ее.
Шрамм для изучения предпочтений и выбора предложил специальную формулу. Она представлена в виде дроби, где мотивация равна отношению ожидания награды к необходимым усилиям.
Ученый определял коммуникацию как то, что «совершается людьми. Сама по себе, без людей она не существует… Изучающий коммуникацию изучает людей, вступающих в отношения друг с другом. Они воздействуют друг на друга, информируют одних и являются информированными со стороны других…». Коммуникация представляется как двусторонний процесс обмена сообщениями, базирующийся на общепризнанных понятиях и обусловленный как содержанием взаимоотношений коммуникаторов, так и социальным окружением.
Целью коммуникации является информирование, инструктирование, убеждения тех лиц, на которые рассчитаны сообщения.
Процесс информирования содержит 4 стадии:
1. Привлечение внимания к данной коммуникации;
2. Обеспечение приема соответствующего сообщения;
3. Обеспечение надлежащей интерпретации сообщения;
4. Обеспечение запоминания сообщения в целях его последующего использования.

Процесс инструктирования предусматривает стадию стимулирования активного обучения и практических действий.
Убеждение как процесс добавляет стадию восприятия изменений, то есть готовности подчиниться желаниям или точке зрения отправителя сообщения

## Критика
Теории использования медиа и удовлетворения потребностей медиа, к которым относится в том числе теории Шрамма, подверглась критике с середины 1970-х годов. Необходимо привести следующие аспекты, которые воспринимаются как слабые места теории:
- чрезмерная индивидуализация — результаты исследований трудно применить к большим группам аудитории, но впоследствии благодаря внедрению новых технологий появилась возможность более качественной обработки данных;
- недостаточный потенциал для синтезирования результатов исследований — представляется невозможным проведение более систематизированной классификации типов использования СМИ и потребностей аудитории;
- необходимость прояснения ключевых понятий — не до конца определены понятия «мотивы», «потребности», «поведение»;
- отсутствие единого подхода к определению ключевых понятий;
- активность аудитории и использование самоотчетов — два этих взаимосвязанных положения критиковались за неточность и непоследовательность, что впоследствии привело к использованию валидизированных шкал и экспериментальных методов, а также других средств. Кроме того, самоотчеты могут содержать искажения ввиду субъективности восприятия и интерпретации, поэтому их использование требует осторожности[6].